# 寧夏路夜市

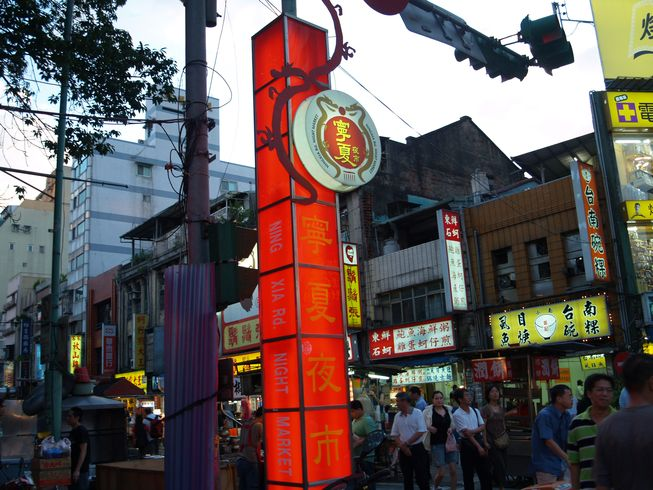
寧夏路夜市

寧夏路夜市（ねいかろよいち）は台湾台北市大同区の円環から北に延びる寧夏路にある夜市。台湾の伝統的な屋台料理がメインとなっている。老舗が数多く集まっているとともに、台湾最大の魯肉飯のチェーン店「鬍鬚張魯肉飯」もここが発祥である。寧夏観光夜市、寧夏夜市とも呼ばれる。
日本統治時代に円環（ロータリー）が建設され、人々が集まるようになり、屋台街が形成されたとされる。

## アクセス
- 台北駅から北へ徒歩約1.0km
- 台北捷運 中山駅から西へ徒歩約0.8km